# Leptogium tasmanicum
Leptogium tasmanicum är en lavart som beskrevs av F. Wilson. Leptogium tasmanicum ingår i släktet Leptogium och familjen Collemataceae.   Inga underarter finns listade i Catalogue of Life.